# Hokang
Hokang (egyszerűsített kínai írással: X鹤岗, pinjin: Hègǎng) prefektúra szintű város Kínában, Hejlungcsiang tartományban. Lakosainak száma 891 271 fő (2020).

## Népesség
| 2010 | 1 058 665 |
| 2020 | 891 271   |

## Testvérvárosok
- Birobidzsan